# 山ふぐ
山ふぐ（やまふぐ）とは、広島県広島市佐伯区湯来町のコンニャク料理。
当該地域はコンニャクイモの産地で、ここで栽培されてコンニャクに加工されたものを出来る限り薄切りにして、大皿に盛って出す。「コンニャクの刺身」であり、見た目や歯ごたえがフグ刺しに似ていることから、「山ふぐ」と呼ばれている。湯来町は「広島の奥座敷」と称される温泉街であり、（規模は小さいが）湯来温泉に数軒ある温泉宿では、ぼたん鍋と共に、大抵この料理を名物としている。

## 作り方・食べ方
コンニャクは軽く塩もみして、熱湯で軽く茹でる。そして熱いうちに薄切りにして大皿に盛りつける。これを、フグ刺しと同様、薬味に青ネギのみじん切りや、もみじおろし、あるいは針生姜などの薬味を添え、ワサビ醤油で食べる。酢味噌や辛子酢味噌で食べても美味。